# تريفور فيليبس (لاعب كرة قدم)
تريفور فيليبس (بالإنجليزية: Trevor Phillips)‏ (18 سبتمبر 1952 ببارنسلي في المملكة المتحدة - ) هو لاعب كرة قدم بريطاني في مركز الهجوم. شارك مع منتخب إنجلترا تحت 19 سنة لكرة القدم. أما مع النوادي، فقد لعب مع ستوكبورت كونتي وهال سيتي ونادي تشستر سيتي ونادي أوزورتي تاون ‏.